# Col d'Oulagan
Le col d'Oulagan (en russe Улаганский перевал) est un col de montagne situé en république de l'Altaï, en Russie, qui traverse sur vingt-six kilomètres le plateau d'Oulagan. Il est parcouru par la route d'Oulagan (Aktach-Oulagan-Balyktouïoul-Teletskoïe) qui se trouve dans le territoire administratif du raïon d'Oulagan. C'est l'un des cols les plus importants de l'Altaï. Une gloriette se trouve au col, et les branches des arbres tout autour sont recouvertes de rubans blancs porte-bonheur.
Du col, on peut apercevoir les sommets de l'Altaï oriental et des monts Kouraï. À proximité du col, se trouvent plusieurs lacs dont le plus connu est l'Ouzoun-Kol.